# Langenbrettach
Langenbrettach település Németországban, azon belül Baden-Württembergben. Lakosainak száma 3888 fő (2023. december 31.).

## Népesség
A település népessége az elmúlt években az alábbi módon változott:
| Lakosok száma | 3694 | 3791 | 3848 | 3913 | 3942 | 3888 |
|               | 2014 | 2017 | 2019 | 2021 | 2022 | 2023 |